# Districtul civil Newton, comitatul Buchanan, Iowa
Pentru alte districte (civile sau de alt tip) cu același nume, vedeți Districtul Newton (dezambiguizare).
Pentru alte utilizări ale celor două nume proprii, vedeți Newton (dezambiguizare) și Buchanan (dezambiguizare).
Districtul civil Newton, comitatul Buchanan, Iowa (în original Newton Township, Buchanan County) este unul din cele șaisprezece  districte civile (în original township) din comitatul Buchanan, statul Iowa, Statele Unite ale Americii.

## Districte topografice și districte civile
Utilizarea termenului de district topografic este făcută în sensul inițial topografic, un pătrat cu latura de exact 6 mile (circa 9.654 metri) și suprafața de exact 36 de mi2 (aproximativ 93,1997 km2). Majoritatea covârșitoare a districtelor civile ale statului Iowa au forma, latura și suprafața extrem de apropiate de forma și valorile districtelor topografice standard practicate atât în Canada cât și în Statele Unite ale Americii.

## Istoric
Primul locuitor permanent al Newton Township a fost Joseph Austin, care și-a construit o casă la marginea unei lizieri de pădure, cândva înainte de sau în anul 1847. primele alegeri locale au fost organizate în partea sudică a districtului în august 1854. Majoritatea locuitorilor timpurii fuseseră irlandezi imigrați din Irlanda, atunci parte a Regatului Unit.

## Geografie

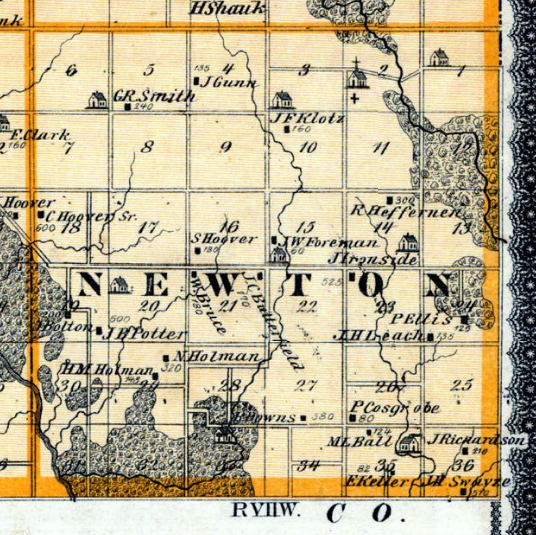
Newton Township în anul 1875
avea șapte școli și două biserici.

Newton Township acoperă o suprafață de circa 94,054 km2 (sau 36.33 mi2), având doar un așezământ pe suprafața sa, Monti, localitate neîncorporată aflată în nordul districtului.
Celelalte localități existente, toate fondate între anii 1870 și anii 1900, Atlantic, Erin, Kiene și Newtonville, deși cândva înfloritoare, au fost treptat abandonate, fiins astăzi foarte slab populate (precum cătunele) sau chiar abandonate.
Conform datelor culese de aceeași agenție a guvernului Statelor Unite, United States Geological Survey (sau, pe scurt, USGS), pe teritoriul districtului se găsesc trei cimitire, Circle Grove, Saint Patrick's of Monti și Upper Spring Grove. Dintre acestea, doar Saint Patrick's of Monti este actualmente întreținut.

## Demografie
Conform datelor înregistrate de United States Census Bureau, Biroul de recensăminte al Statelor Unite ale Americii,  populația districtului fusese de 423 de locuitori la data efectuării recensământului din anul 2000.